# Gustaf Hägg
Gustaf Wilhelm Petersson Hägg (Visby, 28 de novembre de 1867 - Estocolm, 2 de febrer de 1925) fou un compositor i organista suec, era cosí germà del també músic Jacob Adolf Hägg.
Cursà els seus estudis al Conservatori d'Estocolm, a Alemanya i França. Des de 1893 fou organista de la Klarakirche d'Estocolm, i el 1905 fou nomenat professor d'orgue en el Conservatori de la capital sueca. Eminent instrumentista, es distingí, a més, com a autor de notables obres per a orquestra, cultivant amb el mateix encert la música de cambra. En aquest gènere va escriure un trio, un quartet i un sextet, molt elogiats per la crítica sueca i alemanya. També va publicar molta música d'orgue i piano.